# Gilbert Percy Whitley
Gilbert Percy Whitley (Southampton, 9 giugno 1903 – Sydney, 18 luglio 1975) è stato un ittiologo australiano di origini britanniche; pioniere della biologia marina in Australia, fu curatore di ittiologia presso l'Australian Museum di Sydney per quasi 40 anni.

## Biografia
Nato in Inghilterra a Swaythling, nei pressi di Southampton, nel 1921 Whitley, con i genitori e due sorelle, emigrò a Sydney, dove lavorò presso l'Australian Museum (tra gli altri con Allan Riverstone McCulloch) e studiò zoologia al Sydney Technical College e all'Università cittadina. Dopo la morte di McCulloch nell'ottobre 1925, seguì le sue orme, assumendo l'incarico di ittiologo e, successivamente, di curatore di ittiologia.
Nel 1923 pubblicò il suo primo articolo scientifico, The Praying Mantis. Complessivamente, nell'arco della sua vita, scrisse oltre 550 saggi e cinque libri, principalmente sui pesci dell'Australia, della Nuova Zelanda, della Nuova Guinea e del Pacifico meridionale. Descrisse oltre 320 nuovi generi e specie di pesci e studiò molti aspetti dei pesci marini e d'acqua dolce australiani, tra cui l'ecologia, la pesca e la tassonomia.
Durante il suo mandato come curatore, condusse, di solito a proprie spese, viaggi di raccolta di esemplari con gli amici Tom Iredale e Anthony Musgrave. Così facendo, contribuì a raddoppiare il numero di specie registrate e identificate nella collezione del museo, portandolo a circa 37000.
Whitley fu membro e presidente della Royal Zoological Society del Nuovo Galles del Sud e di molte altre organizzazioni.
Si ritirò nel 1964, ma continuò le sue ricerche scientifiche, pur non trascurando altre attività: suonava il pianoforte e andava spesso ai concerti, al teatro o alle mostre d'arte.
In suo onore, nel 1979, la Royal Zoological Society del Nuovo Galles del Sud istituì il Whitley Award, che viene assegnato ogni anno per premiare il miglior libro di saggistica nei campi della zoologia e della biologia.